# مضخة ذات ملف

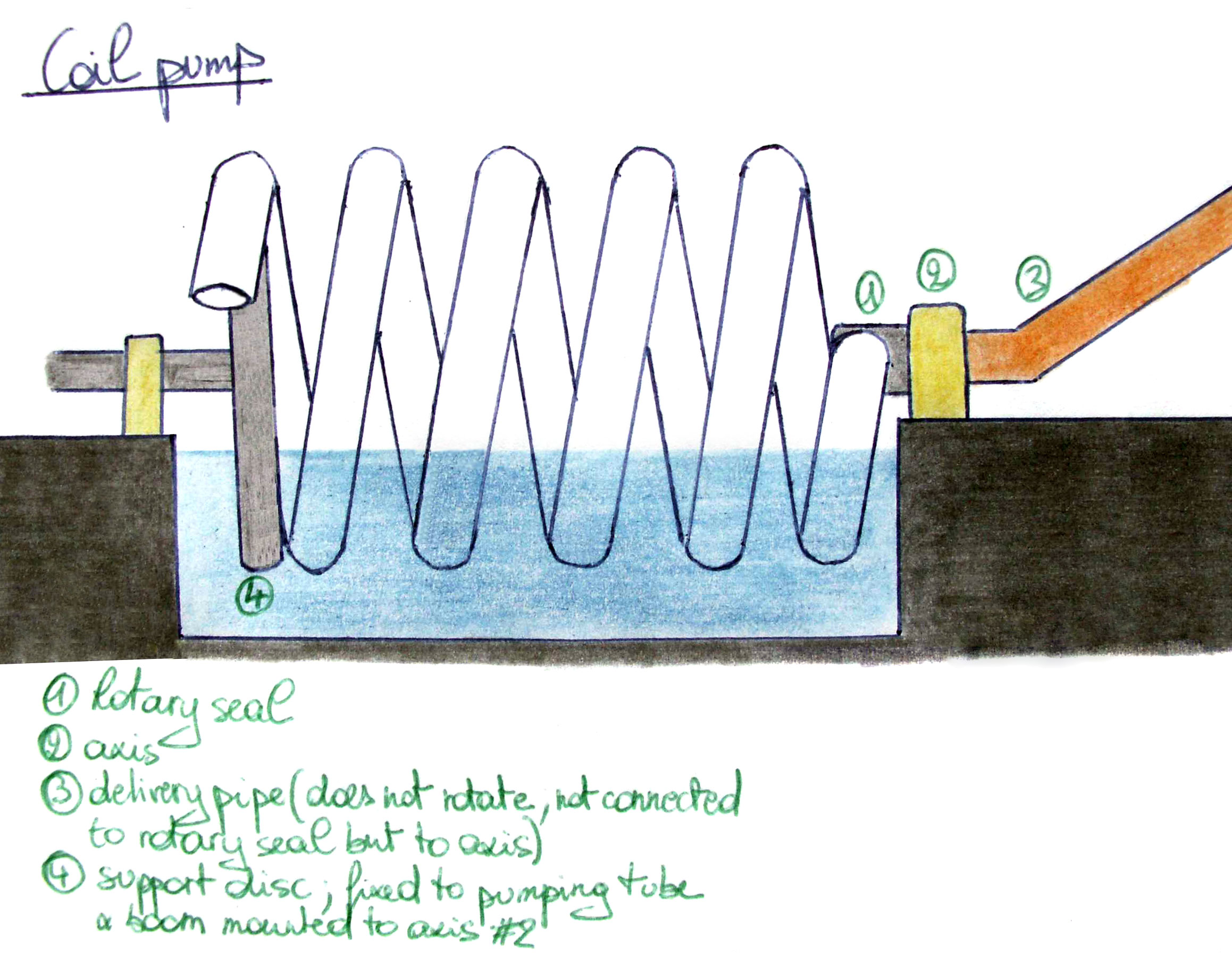
مضخة ذات ملف

المضخة ذات الملف هي مضخة تُستخدم لرفع مستوى المياه ولكن لمستويات بسيطة، وتتكون من أنبوب مُفرغ تم تشكيله على شكل ملف ومُركب على محور دوار يدور سواء بواسطة محرك أو بواسطة حيوان قادر على تدوير المحور بسرعة، حيث تدخل المياه داخل الأنبوب وتمر في الملف حتى تخرج من الخرطوم.

## تطبيقاتها

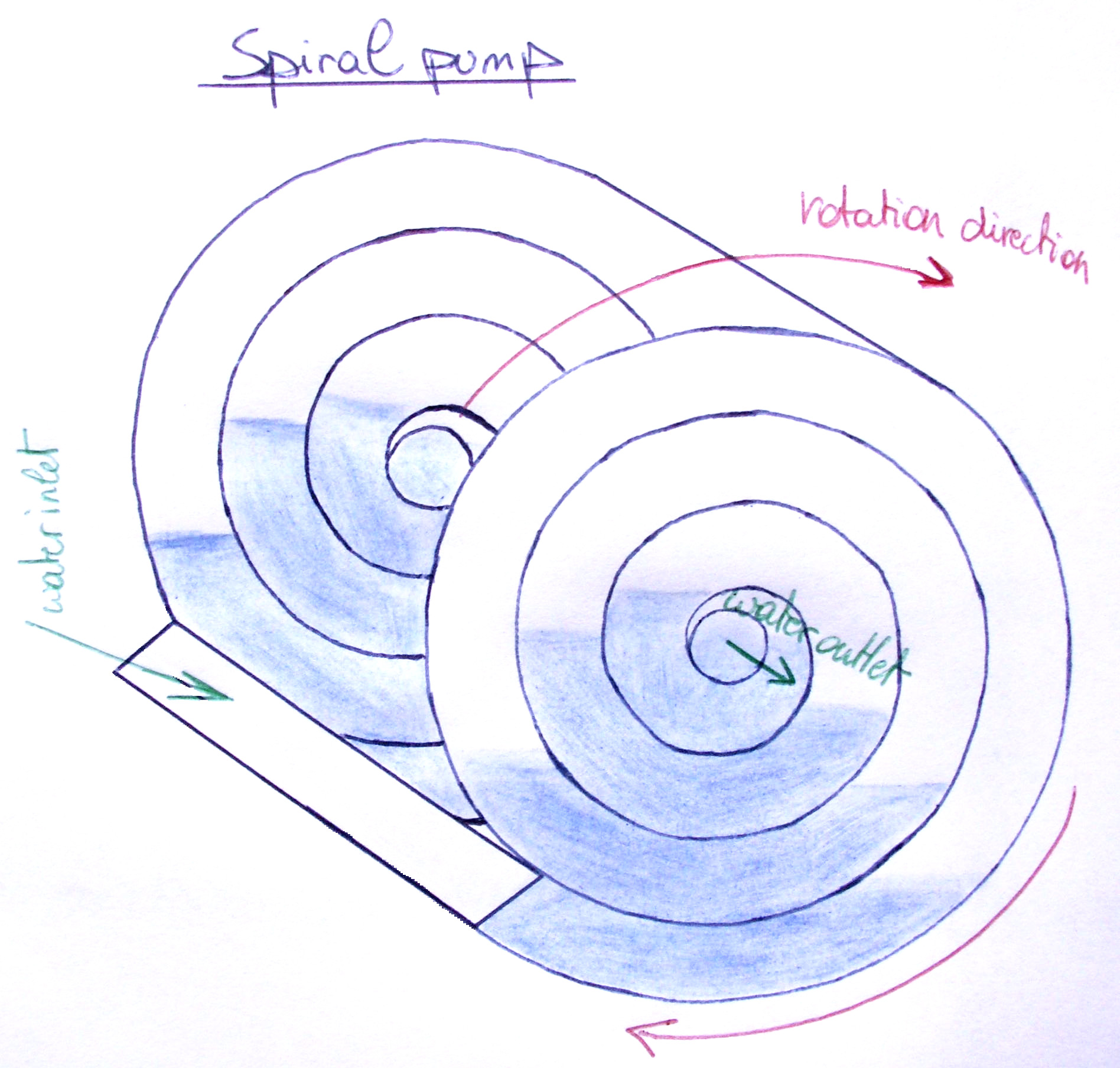
المضخة ذات الملف

تُستخدم المضخة ذات الملف في الأماكن التي تحتاج لرفع مستوى المياه بشكل بسيط ويشيع استخدامها في الأغراض الزراعية ولأعمال الصرف في الأراضي، وما زالت تُستخدم حتي الآن في بعض الحقول الآسيوية.

## المزايا
تم تصنيع المضخة ذات المكبس لتكون بديلًا عن الطنبور، فعلى عكس الطنبور يُمكن للمضخة ذات المكبس أن تعمل بشكل أفقي بينما الطنبور يجب أن يعمل في مستوى مائل بزواية 30 درجة، ويُمكن للمضخة ذات الصنبور أن تقوم برفع مستوى المياه لمستويات مرتفعة (5-10متر) فوق المستوى المعتاد بشرط تجهيزها بختم دوار مُناسب.
وبرغم وجود مضخات أخرى تعمل بطرق مختلفة إلا أن المضخة ذات الملف ما زالت أداة مهمة وتُستخدم حتى الآن وذلك لسهولة صيانتها وتصميمها بكلفة قليلة، حيث أن أغلب أجزائها يُمكن تصنيعها مواد محلية الصنع مثل المعادن التي يمكن تشكيلها حسب الطلب.

## العيوب
وكم ذُكر من قبل أن المضخة ذات المكبس تُستخدم في مستويات صغيرة نسبية ولا تُناسب لرفع المياه لمستويات مرتفعة وهذا ما يجعلها غير مناسبة للزراعة في أماكن مختلفة المستويات أو لأعمال ضخ المياه الأخرى.